# Cervera del Río Alhama
Cervera del Río Alhama is een gemeente in de Spaanse provincie en regio La Rioja met een oppervlakte van 152,58 km². Cervera del Río Alhama telt 2.406 inwoners (1 januari 2016).

## Geboren in Cervera del Río Alhama
- Arturo Grávalos López (1998-2023),  wielrenner